# Contrat de travail temporaire
Pour les articles homonymes, voir CTT.
Un contrat de travail temporaire est un contrat de travail proposé par des agences d’intérim.

## Description
Le contrat de travail temporaire (CTT) permet à l'entreprise de faire face à divers aléas sans porter atteinte à l'emploi permanent. Il n'est possible que pour l'exécution d'une tâche précise et temporaire. Il prend fin lorsque la mission est achevée.
Il permet à une entreprise de faire appel à une autre entreprise dite prestataire de services (intérim par exemple).
Par ailleurs, dans le CTT, il y a une relation triangulaire entre l'entreprise de travail temporaire (agence d'intérim par exemple), le salarié et l'entreprise utilisatrice. L'entreprise de travail temporaire doit signer deux contrats : un contrat de mission qu'elle signe avec son salarié et un contrat de mise à disposition qu'elle signe avec l'entreprise utilisatrice.
Toutefois, la loi prévoit des conditions particulières à respecter dans chacun de ces contrats. Entre le salarié et l'entreprise de travail temporaire, ces mentions obligatoires sont par exemple : la reproduction des clauses essentielles du contrat de mise à disposition, les conditions de travail du salarié, les modalités de sa rémunération, la période d’essai, etc. ; de l'autre côté entre l'entreprise de travail temporaire et l'entreprise utilisatrice, les mentions obligatoires sont les motifs du recours au CTT, le terme de la mission, la nature des équipements de sécurité utilisés, le montant de la rémunération, les caractéristiques du poste, etc.
Le non-respect de ces conditions peut être sanctionné par des sanctions civiles et des sanctions pénales.
La rémunération de l'intérimaire est en général supérieur à un employé en CDI ou CDD au même poste. En effet, l’intérimaire a droit à 10 % supplémentaires qui correspondent à une indemnité de congé et 10 % en plus pour la prime de fin de mission. Dans ce type de poste, chaque partie peut rompre le contrat quand elle veut. Les intérimaires ont souvent en plus des 20 % supplémentaires des frais de déplacement et des frais de repas.

## Secteurs d'activités autorisés à recourir au contrat de travail temporaire
Le CTT est autorisé dans les domaines d'activité où il est commun de ne pas embaucher en CDI.
- Hôtellerie, restauration
- Centre de vacances et de loisirs
- Sport professionnel
- Enseignement
- Déménagement
- Spectacle
- Action culturelle
- Production cinématographique, audiovisuel, édition phonographique
- Exploitation forestière
- Réparation navale
- Information
- Sondages, enquêtes
- Stockage et entreposage de la viande
- Bâtiment et travaux publics
- Coopération, assistance technique d’ingénierie et de recherche à l’étranger
- Recherche scientifique encadrée par un accord international
- Assistance logistique ou technique dans les institutions internationales ou l’UE